# Manapparai
Manapparai es una ciudad y municipio situada en el distrito de Tiruchirappalli en el estado de Tamil Nadu (India). Su población es de 40510 habitantes (2011). Se encuentra a 42 km de Tiruchirappalli.

## Demografía
Según el censo de 2011 la población de Manapparai era de 40510 habitantes, de los cuales 20139 eran hombres y 20371 eran mujeres. Manapparai tiene una tasa media de alfabetización del 87,85%, superior a la media estatal del 80,09%: la alfabetización masculina es del 93,20%, y la alfabetización femenina del 82,60%.